# Nagara (incrociatore)
Il Nagara  (長良 軽巡洋艦, Nagara keijunyōkan?) fu un incrociatore leggero della marina imperiale giapponese, capoclasse della classe Nagara; il nome, in ossequio alle convenzioni navali giapponesi dell'epoca, deriva dal fiume Nagara. Entrata in servizio nel 1922, partecipò alla seconda guerra mondiale sul fronte del Pacifico.

## Servizio
Il Nagara venne completato all'arsenale di Sasebo, e poi venne impiegato nel pattugliamento della costa cinese con base a Port Arthur; impegnato nella guerra con la Cina, partecipò alla battaglia di Shanghai. Venne poi, come le altre unità della sua classe, impiegato come conduttore di flottiglia per i cacciatorpediniere, pur essendo abbastanza vecchio allo scoppio della seconda guerra mondiale. Fu affondato il 7 agosto 1944 in rotta da Kagashima a Sasebo dal sommergibile USS Croaker alla sua prima pattuglia, che lanciò una salva di quattro siluri uno dei quali squarciò la fiancata del Nagara provocandone l'affondamento e la morte di 348 uomini compreso il capitano Giichiro Nakahara.

### Libri
- Andrieu D'Albas, Death of a Navy: Japanese Naval Action in World War II, Devin-Adair Pub, 1965, ISBN 0-8159-5302-X.
- Paul S. Dull, A Battle History of the Imperial Japanese Navy, 1941-1945, Naval Institute Press, 1978, ISBN 0-87021-097-1.
- Eric Lacroix, Linton Wells, Japanese Cruisers of the Pacific War, Naval Institute Press, 1997, ISBN 0-87021-311-3.